# Dziewczyna z Piątej Alei
Dziewczyna z Piątej Alei – komedia amerykańska z 1939 roku. Film przedstawia historię milionera (Walter Connolly), który czuje się zaniedbany przez swoją rodzinę, zatrudnia więc młodą kobietę (Ginger Rogers), co powoduje zamieszanie.

## Fabuła
Milioner Timothy Borden (Walter Connolly), któremu nie układają się ani interesy, ani pożycie z żoną Marthą (Verree Teasdale), w dniu swoich urodzin spotyka w parku bezrobotną i głodną Marię Grey (Ginger Rogers). Zabiera ją do restauracji, a następnie zaprasza do swojego domu i zatrudnia dziewczynę u siebie. Obecność Marii wpływa pozytywnie na atmosferę w domu Bordena i jego dorosłe dzieci Katherine (Kathryn Adams) i Tima (Tim Holt). Problemy zaczynają się, gdy Tim zakochuje się w Marii i bezwiednie staje się rywalem swojego własnego ojca.

## Obsada
- Ginger Rogers – Mary Grey
- Walter Connolly – Alfred Borden
- Verree Teasdale – Martha Borden
- James Ellison – Mike
- Tim Holt – Tim Borden
- Kathryn Adams – Katherine Borden
- Franklin Pangborn – Higgins (kamerdyner)
- Ferike Boros – Olga, kolejna służąca
- Louis Calhern – dr Kessler
- Theodore von Eltz – Terwilliger (jako Theodor Von Eltz)
- Alexander D’Arcy – Maitre D'

## Recepcja
Film był przebojem i zarobił 314'000 $. Jednakże uważa się, że Tim Holt został niewłaściwie obsadzony, ponieważ przez resztę kariery aktor zagrał już w niewielu filmach komediowych.